# クリストフ・シャイナー
クリストフ・シャイナー（Christoph Scheiner、 1573年7月25日- 1650年6月18日）は、神聖ローマ帝国の天文学者、イエズス会士、著述家。太陽の黒点を観測した最初期の学者の一人である。

## 経歴
シュヴァーベン地方の Markt Wald に生まれる。シュヴァーベン地方のディリンゲンに居た1603年から1605年の間に、製図用具のパンタグラフを発明した。1610年にインゴルシュタット大学にヘブライ語と数学の教授として赴任、1611年から弟子のヨハン・シサットとともに、自作の望遠鏡で天文観測を始めた。同年3月、シャイナーは太陽の黒点を発見したが、彼はこれを太陽の衛星であると解釈した。この発見はイエズス会の信用を損なうものとされ、本名での発表は許されなかった。代わりに、彼の友人が印刷してヨハネス・ケプラーやガリレオ・ガリレイに配布した。既に1609年に黒点を発見していたガリレイは、自身の発見を盗んだものとしてシャイナーを非難している。
彼は、ガリレイが求められなかった太陽の赤道傾斜角の値を求め、7°30'（現代の値7°25'）とした。また、太陽黒点の観測に用いるヘリオスコープを発明している。

## 著作
天文学の本などを著した。

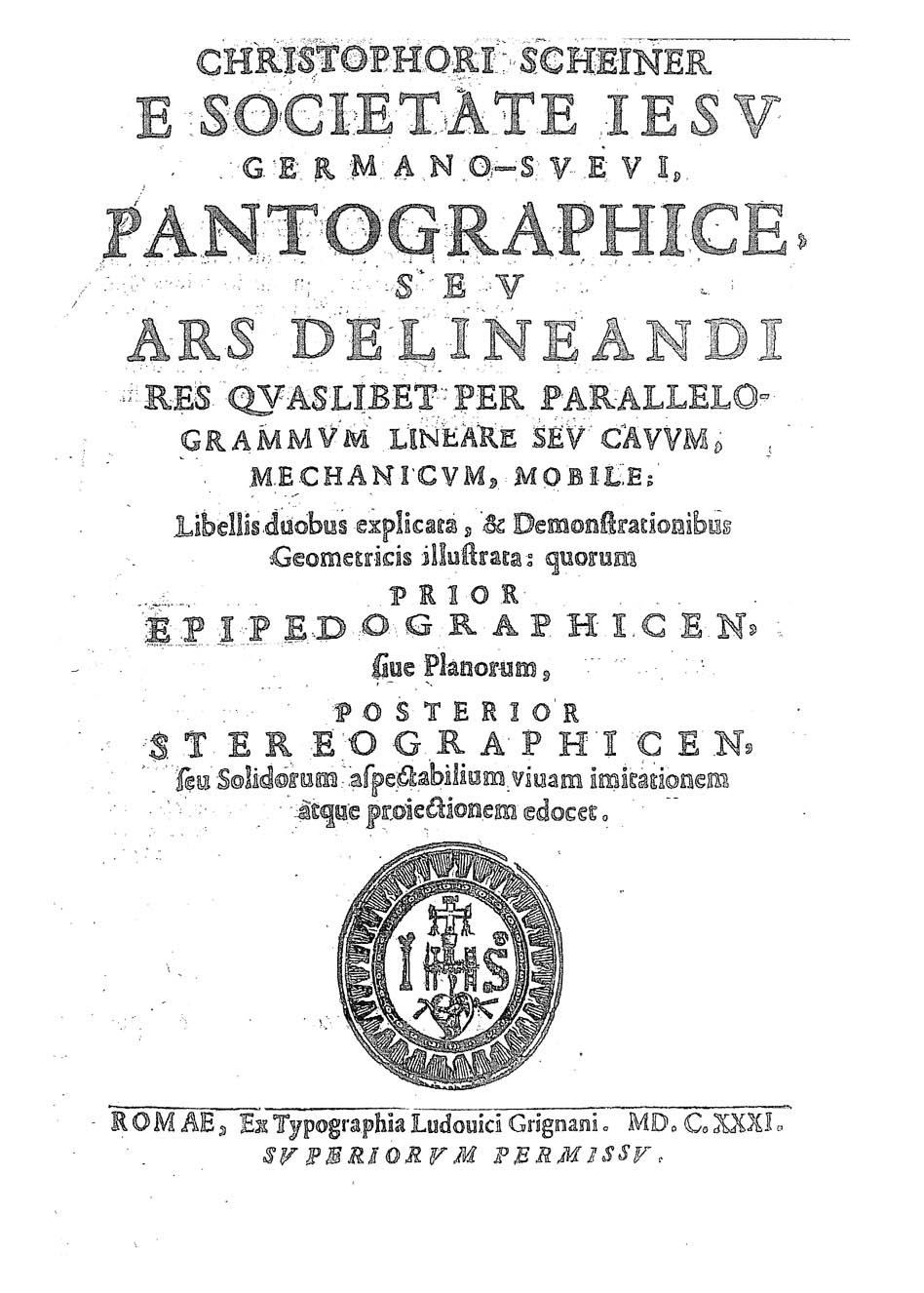
Pantographice, 1631

- Tres epistolae de maculis solaribus (Augsburg, 1612) IMSS Digital Library
- De Maculis solaribus et stellis circa Iovis errantibus accuratior Disquisitio (Augsburg 1612) IMSS Digital Library
- Disquisitiones mathematicae (Ingolstadt 1614, zusammen mit Stefan Locher) IMSS Digital Library
- Sol ellipticus (Augsburg 1615) IMSS Digital Library
- Exegeses fundamentorum gnomonicorum (Ingolstadt 1617)
- Refractiones coelestes sive solis elliptici phaenomenon illustratum (Ingolstadt 1617) IMSS Digital Library
- Oculus, hoc est: Fundamentum opticum (Innsbruck 1620) Gallica
- Rosa Ursina sive Sol. (Bracciano 1626-30) IMSS Digital Library
- Pantographice seu ars delineandi (Rom 1631) IMSS Digital Library
- Prodromus pro sole mobili et terra stabili contra … Galilaeum a Galileis (Prag 1651) IMSS Digital Library
- Apelles Post tabulam observans maculas In Sole Sine Veste. Cölln 1684, Online-Ausgabe der Sächsischen Landesbibliothek - Staats- und Universitätsbibliothek Dresden